# 春日由三
春日 由三（かすが よしかず、1911年（明治44年）11月10日 - 1995年（平成7年）10月22日）は、日本の政治家。新潟県十日町市長（2期）。日本民謡協会理事長。NHK専務理事。

## 経歴
現在の新潟県十日町市出身。大島三五郎の三男に生まれ、春日家の養子となる。1935年に東京帝国大学法学部法律学科を卒業。同年、NHKに入局。富山放送局長、編成、企画、経理の各局長を経て、1959年に理事、1963年に専務理事となった。この間、1951年の第1回紅白歌合戦の審査員長を務めた（第2回を除く第7回まで）。その後NHKを退局し、日本音楽著作権協会理事長を務め、1971年に郷里の十日町市長に当選した。
春日は市長時代には「市民との会」という少人数の集会を開き、会には必要最小限の関係課長が同行して、即答性を重視する方針をとった。春日は市長として「道路交通網の整備」と「教育文化の向上」と「福祉行政の推進」を市政の三本柱にした。市長は1979年までの2期8年務めた。
市長退任後の1980年にNHKインターナショナル理事長、日本エッセイスト・クラブ理事長などを歴任した。1995年に死去した。

## 栄典
- 1972年 - 藍綬褒章
- 1982年 - 勲三等瑞宝章